# Anaphes peyerimhoffi
Anaphes peyerimhoffi är en stekelart som först beskrevs av Jean-Jacques Kieffer 1913.  Anaphes peyerimhoffi ingår i släktet Anaphes och familjen dvärgsteklar. Inga underarter finns listade i Catalogue of Life.